# Jakow Słaszczow
Jakow Aleksandrowicz Słaszczow, ros. Яков Александрович Слащёв (ur. 17 grudnia?/29 grudnia 1885 w Petersburgu, zm. 10 stycznia 1929 w Moskwie) – rosyjski i radziecki oficer, generał w Siłach Zbrojnych Południa Rosji, następnie wykładowca wyższych kursów oficerskich w Armii Czerwonej.

## Życiorys
Ukończył Pawłowską Szkołę Wojskową, po której służył w Lejb-Gwardyjskim Fińskim Pułku, kolejno jako dowódca kompanii, dowódca batalionu i pomocnik dowódcy pułku. W 1911 r. ukończył Nikołajowską Akademię Sztabu Generalnego. Razem z Fińskim Pułkiem Lejb-gwardii uczestniczył w I wojnie światowej, był pięciokrotnie ranny i dwukrotnie kontuzjowany. W 1915 r. odznaczono go bronią św. Jerzego, zaś rok później – orderem św. Jerzego IV stopnia. W 1916 r. otrzymał awans na pułkownika. W lipcu 1917 r. został dowódcą Moskiewskiego pułku gwardii.
W grudniu 1917 r. przyłączył się do Armii Ochotniczej, tworzonej w Nowoczerkasku przez gen. Michaiła Aleksiejewa. Na początku r. 1918 został przez niego skierowany w rejon Mineralnych Wod na Kaukazie Północnym, by tam tworzyć białe organizacje oficerskie. W maju 1918 r. został szefem sztabu partyzanckiego oddziału Andrieja Szkury, następnie był szefem sztabu 2 kubańskiej dywizji kozackiej. Od września 1918 r. dowodził Kubańską Brygadą Płastuńską, częścią 2 dywizji Armii Ochotniczej, natomiast od listopada tego samego roku do lutego 1919 r. dowodził 1 wydzieloną Kubańską Brygadą Płastuńską. Od lutego 1919 r. do czerwca tego samego roku dowodził brygadą w 5 dywizji Sił Zbrojnych Południa Rosji, następnie dowódcą brygady w 4 dywizji. 14 maja 1919 r. otrzymał awans na generała majora, w sierpniu tego samego roku mianowano go dowódcą 4 dywizji. W czerwcu 1919 r. brał udział w walkach o Krym, desancie pod Koktebelem i likwidacji Krymskiej Socjalistycznej Republiki Radzieckiej.
W grudniu 1919 r. został dowódcą 3 Korpusu Armijnego. Dowódca białych sił Noworosji gen. Nikołaj Szylling powierzył mu najlepsze jednostki, jakimi dysponował, dla obrony Półwyspu Krymskiego przed nowym natarciem Armii Czerwonej. Na przełomie 1919 i 1920 r. Słaszczow na czele 5 tys. żołnierzy z powodzeniem odpierał ataki 14 Armii Armii Czerwonej na Krym oraz atak partyzantów Nestora Machny. W marcu 1920 r. Słaszczow rozważał siłowe odsunięcie Denikina od dowodzenia Siłami Zbrojnymi Południa Rosji.
Gdy w kwietniu 1920 r. na czele Sił Zbrojnych Południa Rosji stanął gen. Piotr Wrangel, Słaszczow otrzymał awans na generała lejtenanta, został również dowódcą 2 Korpusu Armijnego. Za udaną obronę półwyspu otrzymał od również prawo posługiwania się nazwiskiem Słaszczow-Krymski. W lipcu 1920 r. jego 2 Korpus wziął udział w kontrofensywie białych z Krymu w kierunku północnym, lądując z zaskoczenia na północnym wybrzeżu Morza Azowskiego. Słaszczow utrzymał się na wybrzeżu i 15 września 1920 r. zajął Mariupol. Biali nie zdołali jednak przeciwdziałać utworzeniu, a następnie zlikwidować przyczółka czerwonych pod Kachowką. Po przegranej bitwie – wskutek kontrnatarcia czerwonych rozpoczętego pod koniec października 1920 r. biali musieli wycofać się na Krym  – Słaszczow podał się do dymisji.

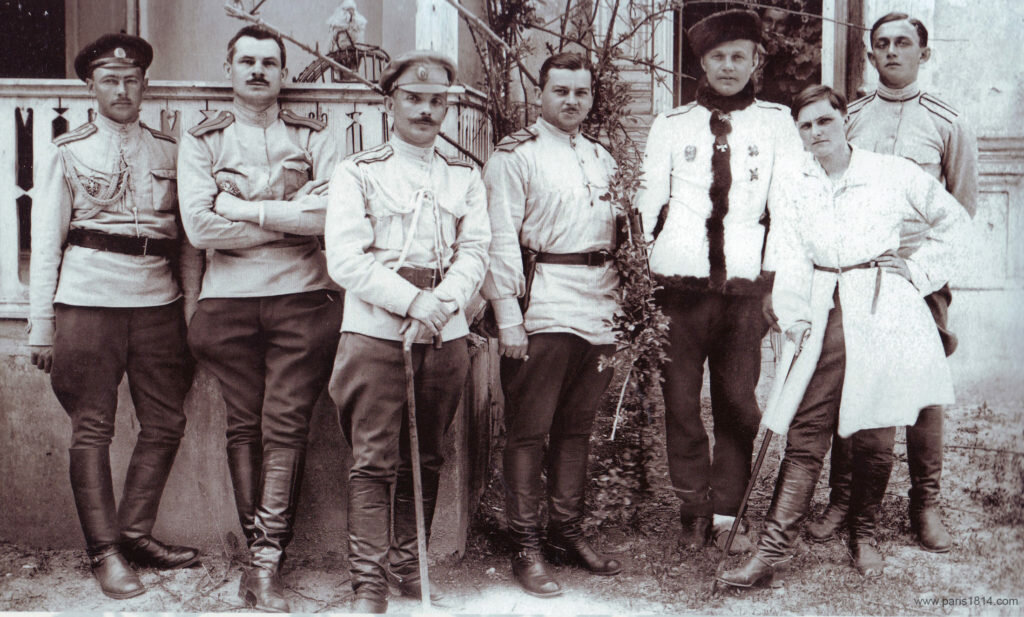
Słaszczow z towarzyszami w 1920

Od sierpnia do listopada 1920 r. pozostawał do dyspozycji dowódcy naczelnego Sił Zbrojnych Południa Rosji, bez stanowiska dowódczego. Wrangel, który cenił jego wcześniejszy wkład w obronę Krymu, miał szereg zarzutów do jego zachowania (zarzucał mu próżność, samowolę i niezrównoważony, słaby charakter). Słaszczow był ponadto uzależniony od alkoholu i narkotyków (morfiny) i odznaczał się bezwzględnością, nakazując egzekucje nawet bez poważnego powodu oraz dopuszczając się rabunków. W listopadzie tegoż roku w ramach ewakuacji sił białych z Krymu Słaszczow udał się na emigrację do Konstantynopola.
Na emigracji Słaszczow publicznie krytykował postawę gen. Wrangla i jego sztabu w schyłkowej fazie wojny domowej, za co został postawiony przed sądem honorowym i usunięty z wojska oraz pozbawiony prawa noszenia munduru. W odpowiedzi w 1921 r. wydał pracę pt. Triebuju suda obszczestwa i głasnosti, w której przedstawiał swoje spojrzenie w sprawie obrony Krymu i ewakuacji z półwyspu.
Słaszczow podjął tajne negocjacje z władzami radzieckimi i 21 listopada 1921 r. przybył do Sewastopola, skąd udał się do Moskwy pociągiem wystawionym osobiście przez Feliksa Dzierżyńskiego. Od 1922 r. pracował jako wykładowca taktyki na wyższych kursach kadry dowódczej „Wystrieł”. Publikował wezwania do białych żołnierzy i oficerów na emigracji, apelując do nich o przybywanie do ZSRR. W lutym 1929 r. został zamordowany na terenie uczelni wojskowej, gdzie pracował. Śledztwo przyjęło wersję, że zabójca, Łazar Kolenberg, mścił się za śmierć brata, który w 1920 r. został stracony na Krymie na rozkaz Słaszczowa. Podejrzewano jednak, że w rzeczywistości morderstwo zostało przygotowane przez OGPU.